# Diaphus splendidus
Diaphus splendidus è un pesce osseo appartenente alla famiglia Myctophidae.

## Distribuzione e habitat
Questa specie è diffusa nelle acque profonde di tutti gli oceani, nella zona compresa tra i due tropici.

## Predatori
D. splendidus è preda abituale dei delfini Stenella attenuata.